# 中国科学院深海科学与工程研究所
中国科学院深海科学与工程研究所是中华人民共和国从事深海科学与工程研究的科研机构，隶属于中国科学院，所址为海南省三亚市鹿回头路28号(18°12′38.97″N 109°28′30.21″E / 18.2108250°N 109.4750583°E)。